# Eric Forth
Eric Forth (9 septembre 1944- 17 mai 2006) est un homme politique conservateur britannique. Il est Député européen pour Birmingham North de 1979 à 1984. Il est ensuite député du Mid Worcestershire de 1983 à 1997. Enfin, il est député de Bromley and Chislehurst de 1997 jusqu'à sa mort en 2006.
Forth est ministre subalterne dans les gouvernements de Margaret Thatcher et John Major entre 1988 et 1997. Dans ses nécrologies, il est décrit comme «coloré», «flamboyant», «provocateur» et «libertaire de droite». Il est connu pour ses cravates et gilets colorés.

## Jeunesse et vie privée
Forth est né à Glasgow. Son père est un Officier de port. Il fait ses études à la Jordanhill College School et à l'Université de Glasgow, où il obtient une maîtrise en politique et en économie. Avant de se lancer en politique, il occupe des postes de direction junior chez Xerox, Rank et Ford Motor Company avant de devenir consultant en gestion chez Deloitte et Dexion .
Il est marié à Linda St. Clair le 11 mars 1967 et ils ont deux filles avant leur divorce en 1994. Il se remarie plus tard cette année-là à Carroll Goff . Forth est décédé à l'hôpital de Charing Cross d'un cancer le 17 mai 2006, à l'âge de 61 ans .

## Carrière politique
Après s'être présenté comme communiste lors d'une simulation d'élections scolaires et avoir flirté avec le Distributionnisme à l'université, Forth développe des tendances conservatrices et libertaires. Forth est élu conseiller du quartier Pilgrims Hatch du conseil du district urbain de Brentwood de 1968 à 1972. Il se présente au siège travailliste sûr de Barking aux élections générales de février et d'octobre 1974, où à deux reprises il est battu par Josephine Richardson du Labour. Il est secrétaire de l'Association conservatrice de Llandeilo de 1975 à 1977 et président du comité politique conservateur de Ross-on-Wye de 1978 à 1979.
Il est élu comme Député européen de Birmingham North en 1979. Il reste à Bruxelles et à Strasbourg jusqu'en 1984, où il fonde et préside la commission d'arrière-ban du Groupe des démocrates européens. Initialement favorable à l'adhésion à la Communauté économique européenne, il devient ensuite eurosceptique.
Il est élu à la Chambre des communes aux élections générales de 1983 avec une majorité de 14 205 voix pour le nouveau siège du Mid-Worcestershire. Dans son discours inaugural, il attaque le projet de loi sur l'égalité des sexes, et il est l'un des premiers membres du groupe No Turning Back. À la suite de changements de limites dans sa circonscription, il n'est pas choisi pour se présenter au nouveau siège du même nom, perdant face au parlementaire de Worcester, Peter Luff. Forth trouve un siège sûr dans la banlieue extérieure de Londres à Bromley et Chislehurst au cœur du grand Borough londonien de Bromley. Il est élu en 1997, 2001 et 2005.
Au Parlement, il siège au comité restreint de l'emploi en 1986 jusqu'à plus tard dans l'année où il est nommé secrétaire parlementaire privé d'Angela Rumbold au ministère de l'Éducation et des Sciences.
Il entre au gouvernement de Margaret Thatcher lorsqu'elle le nomme sous-secrétaire d'État parlementaire au ministère du Commerce et de l'Industrie en 1988, au poste de ministre de la Consommation. Il est déplacé par John Major en 1990 au poste au ministère de l'Emploi puis au ministère de l'Éducation après les élections générales de 1992, prenant la responsabilité des écoles. Il est promu ministre d'État à l'enseignement supérieur au ministère de l'Éducation et de l'Emploi en 1995 et devient membre du Conseil privé en 1996, peu de temps avant de quitter ses fonctions en 1997 .

## L'équipe maladroite
Forth avait espéré soutenir Michael Portillo pour la direction du Parti conservateur, pour succéder à Major, mais Portillo perd son siège aux élections générales de 1997. Forth est alors le directeur de campagne de Peter Lilley jusqu'à ce que ce dernier se retire, puis soutienne John Redwood, et finalement soutient le vainqueur William Hague. Forth refuse l'offre d'une place dans l'équipe ministérielle de l'ombre conservatrice et devient à la place un irritant d'arrière-ban majeur pour le gouvernement travailliste, s'engageant dans "une forme parlementaire de guérilla " . Agissant au départ comme un solitaire et se concentrant sur les projets de loi d'initiative parlementaire auxquels il s'opposait, Forth rassemble rapidement autour de lui un petit groupe connu sous le nom de «l'escouade maladroite».
En 1997, avec les parlementaires conservateurs David Maclean et Patrick McLoughlin, il crée l'Unité de recherche sur les politiques, un service d'information par abonnement, disponible pour tout député afin de contrer les briefings que les ministres du gouvernement reçoivent de la fonction publique .
La spécialité de Forth est l'obstruction systématique : comme les parlementaires travaillistes se trouvent souvent obligés de rester au Parlement après minuit, ils l'appelent "Bloody Eric Forth" (une réaction que Forth a bien accueillie). Iain Duncan Smith le nomme Leader fantôme de la Chambre des communes en 2001. Forth soutient David Davis pour remplacer Duncan Smith en 2003: Davis refuse de se présenter et Forth est démis de ses fonctions de banc avant par Michael Howard. Il siège à de nombreux comités parlementaires et son dernier poste est président du comité des textes réglementaires. Il est membre du panel des présidents du speaker.
Forth est en faveur de la peine capitale, mais s'oppose aux châtiments corporels dans les écoles. Il s'oppose aux dépenses de la BBC pour un concert de Nelson Mandela en 1988, affirmant que "ceux qui veulent les arts et qui les soutiennent devraient les payer eux-mêmes" . Il s'oppose également aux dépenses du gouvernement pour le traitement du sida, affirmant que la maladie était «largement auto-infligée» . Il est un fan d' Elvis Presley et trésorier du groupe de reconnaissance de la musique, et quelques chansons de Presley sont jouées au service commémoratif de Forth en octobre 2006.